# Portada/efemèride maig 2
Pepa Plana
« 1 de maig · 2 de maig · 3 de maig »